# Боровица (област Видин)
Вижте пояснителната страница за други значения на Боровица.
Боровѝца е село в Северозападна България. То се намира в община Белоградчик, област Видин.

## История
Името Боровица е получено от т. нар. Боров камък – име на скала, която се извисява над селото. На върха на скалата е имало огромен вековен бор, който е бил унищожен от пожар. Древното селище се е намирало до камъка, за да може населението да се крие в гората при евентуално нападение от турските поробители. След Освобождението то се е преместило постепенно до река Лом и покрай пътя за град Белоградчик. Населението в миналото се е занимавало със земеделие, животновъдство и пчеларство. На няколко километра от селото е имало военен римски лагер – Фалкон, днешното село Фалковец. В покрайнините на Боровица е имало римска вилна зона, покрай която е минавал път, който е свързвал Северозападна България с Адриатика.
При избухването на Балканската война в 1912 година един човек от Боровица е доброволец в Македоно-одринското опълчение.

## Население
Преброяване на населението през 2011 г.
Численост и дял на етническите групи според преброяването на населението през 2011 г.:
|                     | Численост | Дял (в %) |
| Общо                | 170       | 100,00    |
| Българи             | 146       | 85,88     |
| Турци               | 0         | 0,00      |
| Цигани              | 19        | 11,17     |
| Други               | 0         | 0,00      |
| Не се самоопределят | 0         | 0,00      |
| Неотговорили        | 5         | 2,94      |

## Религии
Християни

## Културни и природни забележителности
Единствената останка от старото село е църква, построена през 1866 г., разположена на 2,5 км от селото в посока запад. Стенописите, иконите и дървеният олтар са запазени. Високата камбанария се извисява над живописна долина сред скалите и горите. В района на църквата има сграда, която е била ползвана за училище. В скалната група има останки от килийно училище.
В близост до селото се намират скалата Боров камък и пещера Неприветливата. На около 500 метра от селото се намира водопад Бобока. В двора на бившето училище се строи параклис. В скалите, които образуват една от групите на Белоградчишките скали, има останки от древно-римска крепост.
В покрайнините на селото се намират плодородни лозя, от които се прави най-хубавото вино в този край.

## Редовни събития
Съборът на селото е на 1 май.

## Други

### Кухня
Традиционни ястия за събора са домашно овче кисело мляко, баница и печено агне.